# تومي تومسون (لاعب كرة قاعدة)
تومي تومسون (بالإنجليزية: Tommy Thompson)‏ هو لاعب كرة قاعدة أمريكي، ولد في 22 مايو 1947.

## وصلات خارجية
- تومي تومسون على موقعبيزبول رفرنس.كوم (الدوري الثانوي) (الإنجليزية)